# 番薯糖水

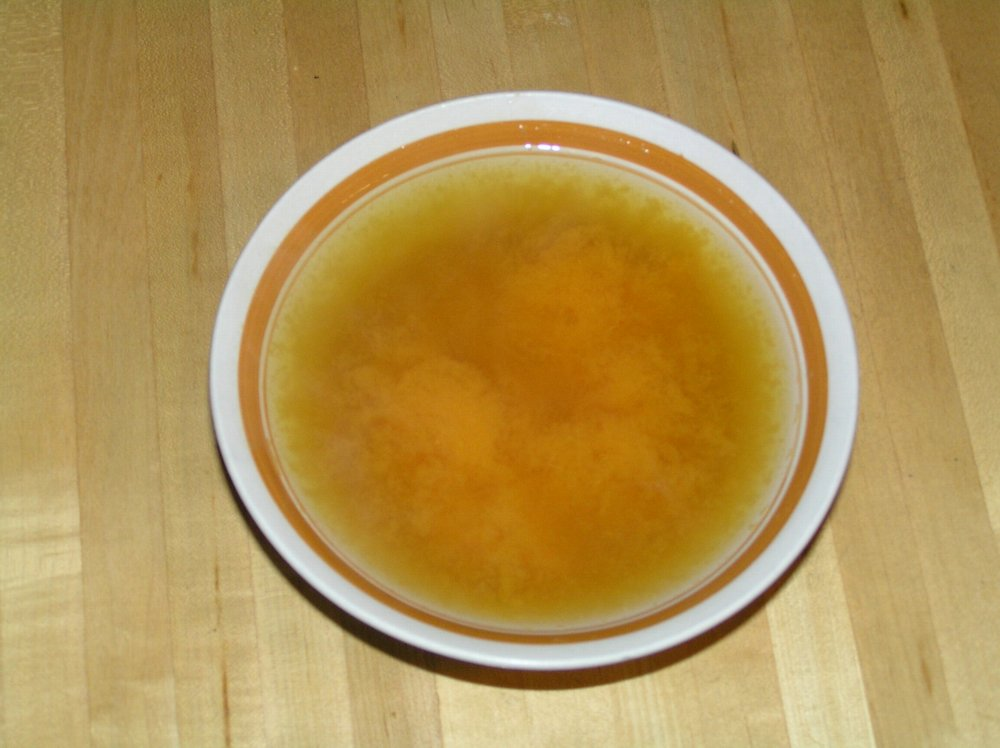
番薯糖水

番薯糖水是中國廣東的一種糖水，流行於華南及香港。其製法主要是由番薯、片糖或冰糖與水煮成，冬天時或會加入薑片以作驅寒。
番薯糖水的特點是比較稀，但由於加入了片糖，所以甜味很濃。番薯糖水的製法非常簡單，而過往番薯在華南地區都很普遍，亦容易種植，所以成為了當地低下階層最普遍的食品。
過往在華南地區的番薯只有黃色的，但現時由於有從日本進口的紫心番薯，加上香港人在飲食方面喜愛搞花巧，使今日的番薯糖水亦變得色彩繽紛。

## 外部連結
- 移英港人煲蕃薯糖水贈鄰居 對方竟放這食材變二次創作 網民1句突破盲點！ 星島網
- 飲食新知｜冬日暖身營養好物薑汁牛奶番薯糖水｜認可營養師吳耀芬Kathy 新城健康+
- 【番薯糖水食譜】冬至老薑養生驅寒暖身　簡易秋冬中式糖水 香港01